# Chionactis
Chionactis este un gen de șerpi din familia Colubridae.

Cladograma conform Catalogue of Life:
| Chionactis | \| \| Chionactis occipitalis \| \| \| \| \| \| Chionactis palarostris \| \| \| \| |
|            | \| \| Chionactis occipitalis \| \| \| \| \| \| Chionactis palarostris \| \| \| \| |
|            | Chionactis occipitalis                                                            |
|            |                                                                                   |
|            | Chionactis palarostris                                                            |
|            |                                                                                   |